# Noteka 2015

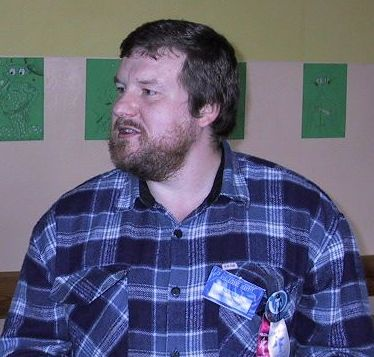
Konrad T. Lewandowski – autor opowiadania

Noteka 2015 – opowiadanie fantastyczne Konrada T. Lewandowskiego z 1995 roku, nagrodzone Nagrodą im. Janusza A. Zajdla.
Jest to drugi utwór, po opowiadaniu Pacykarz, w którym jako główny bohater pojawił się redaktor Radosław Tomaszewski pracujący w piśmie „Obleśne Nowinki”.
Opowiadanie ukazało się po raz pierwszy w „Nowej Fantastyce” nr 4/95 (151), a następnie także w antologiach: Czerwony Karzeł: W leju po bombie i Miłosne dotknięcie nowego wieku oraz w zbiorze opowiadań Noteka 2015 gromadzącym różne teksty o redaktorze Tomaszewskim. Opowiadania Półmisek oraz Pacykarz przyniosły Lewandowskiemu nominacje do Nagrody Zajdla. W 1996 na konwencie Nordcon, a nie jak zwykle na konwencie Polcon, Lewandowski otrzymał za Notekę Nagrodę Zajdla w kategorii najlepsze opowiadanie.

## Fabuła
W alternatywnej Polsce 2015 roku, po ujawnieniu przez media faktu korupcji politycznej większości posłów przez mafię rosyjską, prezydent RP rozwiązuje polski parlament i ogłasza się Naczelnikiem Państwa. Następują masowe aresztowania i deportacje rosyjskich „biznesmenów”. Prezydent USA na mocy tajnego układu zawartego z rosyjską mafią, w którym Stany Zjednoczone, w zamian za ochronę posowieckich arsenałów nuklearnych, zobowiązały się do obrony jej interesów, wypowiada Polsce wojnę. Amerykańska operacja wojskowa pod kryptonimem „Zew Demokracji”, której oficjalnym celem jest obrona demokracji w Polsce, ma ośmieszyć i upokorzyć polską armię, co w połączeniu z sankcjami gospodarczymi oraz propagandą polityczną ma spowodować ustąpienie Naczelnika Państwa i rozpisanie nowych wyborów.
W tym czasie redaktor Tomaszewski, aby utrzymać pracę w brukowcu „Obleśne Nowinki”, przygotowuje w ramach eksperymentu myślowego cykl czterech artykułów opisujących plany obrony przed wyżej zaawansowanym technologicznie przeciwnikiem w oparciu o teorię chaosu i teorię burzliwości w formule dokumentów Sztabu Generalnego Wojska Polskiego.
Wojsko Polskie sięga po pomoc redaktora Tomaszewskiego. Jego teoria zostaje faktycznie wykorzystana podczas bitwy na Pojezierzu Krajeńskim, w której niestandardowa strategia oraz waleczność polskich żołnierzy doprowadzają do polskiego zwycięstwa, a w wyniku dalszych działań politycznych do wycofania się oddziałów armii amerykańskiej. Po zakończeniu działań wojennych Komisja Europejska podejmuje uchwałę potępiającą polskie zwycięstwo jako głęboko niesłuszne.

## Analiza
Noteka 2015 została zacytowana w pracy dr. hab. Jarosława Tomasiewicza Mgławica rebelii. Terroryzm w społeczeństwie informacyjnym na przykładzie insurekcjonizmu jako spełniona literacka wizja wojny hybrydowej i tzw. „taktyki rójki”.